# Петрухин, Сергей Алексеевич
Сергей Алексеевич Петрухин (19 октября 1910, г. Бузулук Самарской губернии — после марта 1961) — советский государственный деятель, председатель исполкома Куйбышевского областного Совета депутатов трудящихся (1952—1956).

## Биография
C 1926 года учился в Бузулукском сельскохозяйственном техникуме. После его окончания работал агрономом МТС в Оренбургской области.
В 1935—1937 служил в РККА. После демобилизации вновь работал агрономом в Куйбышевской области. С февраля 1938 по октябрь 1941 — заместитель начальника областного земельного отдела.
В октябре 1941 был мобилизован в Красную Армию и до июля 1942 года служил командиром взвода запасного кавалерийского полка в Пензенской области. В июле 1942 был переведен в особый отдел ПриВО.
Демобилизовавшись, вернулся в Куйбышев и работал заместителем, а затем начальником областного земельного отдела. С июля 1947 по 1949 — на партийной работе в Куйбышевском областном комитете ВКП (б).
В 1949—1952 — первый заместитель председателя Куйбышевского облисполкома.
В сентябре 1952 избран председателем облисполкома и проработал в этой должности до января 1956 года, когда был освобожден по личной просьбе и вновь утвержден первым заместителем председателя Исполкома областного Совета.
В марте 1961 был освобожден от занимаемой должности в связи с уходом на пенсию по инвалидности.

## Источник
- Председатели Куйбышевского областного Совета депутатов трудящихся Архивная копия от 4 марта 2016 на Wayback Machine